# Antonie Kučerová-Fischerová
Antonie Kučerová-Fischerová (22. února 1878 Hof – 31. ledna 1958 Praha) byla česká spisovatelka, básnířka a dramatička.

## Životopis
Otec Antonie byl Ing. Karel Fischer (1844–1908) spolumajitel keramického závodu, matka Antonie Fischerová-Nykendajová (1848–1906), svatbu měli roku 1872. Sourozenci byli: Eduard Fišer (1873), Bohumil Fischer (1874), Ing. Vincenc Fischer (1876–1934) stavitel, Ing. Dr. František Fischer (1876–1939) technický ředitel a předseda správní rady rodinného podniku, Ludmila Janelová-Fischerová (1879–1948), Ing. Karel Fischer (1881–1959) vládní rada, Vojteska Fischerová (1883–1899), Milada Fischerova (1884–1963), Ing. Václav Fischer (1885–1959) stavitel, MUDr. Jan Fischer (1887–1961) manžel Marie Fischerové-Kvěchové, Klotylda Klenková-Fischerová (1889–1968) a JUDr. Antonín Fischer (1894–1937).
Roku 1921 se Antonie provdala za Josefa Kučeru (1867–1923) pplk Československých legií. Jako spisovatelka psala hlavně pro děti povídky, pohádky, verše a divadelní hry. Byla členkou spolku Máj. Bydlela v Praze XIX Bubeneč na adrese Švecova 18.

## Dílo

### Básně
- Děti, tužme se! – Marie Fischerová-Kvěchová [malířka]. Praha: Josef R. Vilímek, 1935
- Dětské sporty – M. Fischerová-Kvěchová [malířka]. Praha: Josef R. Vilímek, 1935
- Vesele do nového dne – M. Fischerová-Kvěchová [malířka]. Praha: Josef R. Vilímek, 1935

### Próza
- Dětské motivy: pohádky – Praha: Edvard Beaufort, 1910; 1928
- Děti: povídky – Praha: Máj, 1914
- Česká Kalvarie: tři scénické črty ze světové války – Praha: Zora, 1919; 1929
- U babičky a u dědečka: veselé příhody vnoučků – [s obrázky M. Fischerové-Kvěchové]. Praha: Máj, 1925

### Divadelní hry
- O lásku: drama o třech dějstvích – Praha: Máj, 1912; 1927
- Když hračky oživnou: dětská hra o třech dějstvích – Praha: Družstvo Máje čes. akc. spol., 1915
- Vesnin hřích: pohádková hra o třech dějstvích – Praha: Bedřich Kočí, 1917; 1924
- Za živa do nebe: dětská hra o třech dějstvích – Praha: B. Kočí, 1917; 1924; 1928
- Děd-Vševěd: dětská hra o čtyřech jednáních a 8 obrazech – Praha: B. Kočí, 1919
- Dlouhý, Široký a Bystrozraký: dětská hra o čtyřech dějstvích – Praha: B. Kočí, 1919; 1925
- Osvobození: drama o čtyřech jednáních – Praha: Zora, 1920; 1926
- Štědrý večer: dětská hra o třech jednáních – Praha: Zora, 1923
- Z těžkých dob: hra o jednom dějství – Praha: Kalich, 1923
- Sirotek: hra o jednom dějství – Praha: František Švejda, 1929
- Broučci: hra pro malé i velké děti o 7 obrazech: repertoirní hra Městské divadlo na Královských Vinohradech – dle Jana Karafiáta volně zdramatizovala Antonie Kučerová-Fischerová. Praha: František Švejda, 1930
- Kašpárek, náš milý rek: dětská veselohra o čtyřech jednáních – Praha: Evžen J. Rosendorf, 1934
- Radost našich dětí: scénické výstupy pro besídky – Praha: Evžen J. Rosendorf, 1934
- Tři zlaté vlasy Děda Vševěda: hra pro mládež o 9 obrazech – podle národní pohádky Karla Jaromíra Erbena. Praha: Alois Neubert, 1936
- Babička: obrazy z venkovského života Božena Němcová; pro jeviště do 10 obrazů upravili Antonie Kučerová-Fischerová a Jan Port – Praha: A. Neubert, 1947